# František Škvor
František Škvor (11. prosince 1898 Varaždin, Království chorvatsko-slavonské – 21. května 1970 Praha) byl český dirigent a hudební skladatel.

## Život
Byl synem violisty orchestru Národního divadla Josefa Škvora. Vystudoval gymnázium v Praze na Vinohradech a práva na Karlově univerzitě . Vedle toho soukromě studoval hru na klavír u Adolfa Mikeše a kompozici v mistrovské třídě Vítězslava Nováka.
V roce 1923 se stal korepetitorem Národního divadla a příležitostně komponoval. V roce 1926 přijalo Národní divadlo jeho balet Doktor Faust, komponovaný na námět Heinricha Heineho. Skladatel byl pověřen jeho řízením a po velkém úspěchu díla byl jmenován dirigentem Národního divadla a v této funkci působil přes třicet let (1927–1960). Často vystupoval jako doprovazeč na koncertech členů Národního divadla a příležitostně komponoval scénickou hudbu pro činohru. Ve třicátých letech začal spolupracovat s filmem a v průběhu následujících 25 let komponoval hudbu k celé řadě vynikajících československých filmů.
Za svou činnost získal dvě státní vyznamenání a krátce před smrtí, v roce 1969, byl oceněn titulem zasloužilý umělec.

## Dílo

### Jevištní díla
- Doktor Faust (balet, 1926)
- Jarní pohádka (opera-balet pro děti, 1930)

### Komorní hudba
- Sonáta cis-moll pro klavír (1920)
- Septuor (1936)
- Kvintet a-moll pro dechové nástroje (1953)
- Smyčcový kvartet e-moll (1954)
- Nonet h-moll (1955)

### Orchestrální skladby
- Pastorální suita (1921)
- Na starém hradě (1922)
- Slavnost lásky (1922)
- Serenáda (1923)
- Z dětského světa (suita, 1934)
- V loutkovém divadle (1936)
- Na moravském Slovácku (1937)
- Concertino pro flétnu, hoboj, fagot a smyčce (1938)
- Venkovské scény (1939)
- Písně a tance z kraje Boženy Němcové (1939)
- Jaro (suita, 1940)
- Valčíky (1940)
- Exoticon (baletní suita, 1941)
- Malířské studie (1946)
- Romantická suita (1943)
- Koncert pro housle a orchestr (1946)
- Variace na dvě ruské národní písně (1949)
- Vzpomínky na Sovětský Svaz (1951)
- Serenáda pro smyčce a harfy (1956)

### Vokální díla
- Hle, slunko vyšlo (slova Josef Václav Sládek, 1923)
- Písně na slova lidové poesie (5 cyklů, 1942–1953)
- Písně pro dětský sbor a klavír (1952)
- Slovenský čardáš (sbor a orchestr, 1950)
- Úpravy a pásma lidových písní

### Filmová hudba
- Povodeň (1958)
- Mikoláš Aleš (1951)
- Posel úsvitu (1950)
- Přiznání (1950)
- Revoluční rok 1848 (1949)
- Čapkovy povídky (1947)
- Housle a sen (1947)
- Advokát chudých (1941)
- Peřeje (1940)
- Humoreska (1939)
- Kouzelný dům (1939)
- Zem spieva (1933)